# Тиндала (Байтерецький район)
Тиндала́ (каз. Тыңдала) — село у складі Байтерецького району Західноказахстанської області Казахстану. Входить до складу Шалгайського сільського округу.
Населення — 57 осіб (2021; 105 у 2009, 333 у 1999, 410 у 1989).
До 2022 року село називалось Карпово.